# Steve Finley
Steven Allen Finley, mais conhecido como Steve Finley (Union City, 12 de março de 1965) é um ex-jogador profissional de beisebol norte-americano.

## Carreira
Steve Finley foi campeão da World Series 2001 jogando pelo Arizona Diamondbacks. Na série de partidas decisiva, sua equipe venceu o New York Yankees por 4 jogos a 3.